# Ramsès X
Ramsès X (Amonherkhépeshef III Méryamon) est un pharaon de la XXe dynastie vers 1106 à 1103 avant l'ère commune. Il succède à Ramsès IX et précède Ramsès XI.

## Attestations
Ramsès X est un roi peu documenté. La deuxième année de Ramsès X est attestée par le papyrus Turin 1932+1939, tandis que sa troisième année est documentée sur des cylindres trouvés dans la nécropole des ouvriers de Deir el-Médineh, il est mentionné l'oisiveté générale des ouvriers de la nécropole, au moins en partie en raison de la menace posée par les libyens dans la Vallée des Rois. Il est indiqué que les ouvriers de Deir el-Médineh étaient absents du travail en l'an III, IIIe mois de Peret les jours 6, 9, 11, 12, 18, 21 et 24 par crainte des habitants du désert (c'est-à-dire les Libyens ou Mâchaouach) qui parcouraient manifestement la Haute-Égypte et Thèbes à leur guise, ce qui reflète en partie l'afflux massif de Libyens dans la région du delta occidental de Basse-Égypte à cette époque. Un fragment de papyrus parlant d'un IV puis d'un an I de deux rois non nommés pourrait se référer respectivement à Ramsès X et Ramsès XI. Ramsès X est également attesté sur une ligne d'inscription au bas du IVe pylône du temple d'Amon à Karnak, où il a aussi récupéré une stèle de Ramsès V, ainsi que sur les sphinx de Ramsès IX à la sortie sud de la cour entre les IIIe et IVe pylônes du temple d'Amon à Karnak. Enfin, Ramsès X est le dernier roi du Nouvel Empire dont le règne sur la Nubie est attesté par une inscription sur un pilier du temple d'Aniba.

## Généalogie
La reine Tyti (« fille du roi », « épouse du roi » et « mère du roi ») a pendant longtemps été considérée comme la fille de Ramsès IX, l'épouse de Ramsès X et la mère de Ramsès XI. Toutefois, cette filiation est remise en cause depuis les années 2000 par le replacement chronologique et généalogique de Tyti à l'époque de Ramsès III. Bien que plus rien ne vient l'étayer, il n'est aucunement invraisemblable que Ramsès X soit le fils de Ramsès IX et le père de Ramsès XI.
Nedjemet, personnage féminin important de la fin de la XXe dynastie et du début de la XXIe dynastie, est décrite sur son papyrus funéraire comme étant mère d'un roi et comme fille d'une dame nommée Hereret, elle-même mère d'un roi. Plusieurs propositions généalogiques ont été formulées, l'une d'elle, toutefois peu suivie, faisant d'Hereret la mère de Ramsès XI (et donc peut-être l'épouse de Ramsès X) et Nedjemet la sœur de Ramsès XI (et donc peut-être la fille de Ramsès X).
Une certaine Nesmout n’est donnée en tant qu'épouse que par quelques spécialistes.

## Règne

### Durée du règne
Ramsès X règne sur l'Égypte sur une courte période. La théorie plus ancienne avancée par Richard Parker sur des bases astronomiques, selon laquelle Ramsès X aurait pu régner pendant 9 ans, a depuis été abandonnée. De même, l'attribution suggérée du graffito thébain 1860a à une hypothétique année VIII de Ramsès X, n'est plus soutenue. Il semble être monté sur le trône le 27e jour du Ier mois de Peret. Bien que sa durée de règne (neuf ans) soit généralement admise par l'ensemble des égyptologues, il subsiste un doute puisque la date la plus haute retrouvée l'an III de son règne. Claude Vandersleyen indique même qu'une quatrième année de règne est improbable.

Journal de l'an III du règne de Ramsès, trouvé à Deir el-Médineh
Musée égyptologique de Turin.

Cependant, un fragment de papyrus de Deir el-Médineh plus tardif, datant de la XXe dynastie et publié en 2023 par l'égyptologue Robert Demarée, fait référence à une date partielle de l'an IV, IIIe mois de l'inondation [ou Akhet], ainsi qu'à un changement en l'an I, IVe mois de l'inondation, le fragment de papyrus n'indique pas les noms des deux rois. Or, le seul autre roi de la XXe dynastie mort en l'an IV de son règne est Ramsès V, mais ce souverain est décédé à peu près à la même période, entre le 27e jour du Ier et 12e jour du IIe mois de Peret,. Ainsi, le fragment de papyrus ci-dessus ne peut donc pas se référer à Ramsès V.
En conséquence, Robert Demarée suggère fortement qu'il s'agit des règnes de Ramsès X et de son successeur Ramsès XI. Si cette hypothèse est confirmée, cela signifierait que Ramsès X a régné pendant trois ans et dix mois.

### Évènements
Ce qui transparaît des attestations connues du roi est une insécurité importante dans la région thébaine du fait des Libyens, empêchant ainsi les ouvriers de Deir el-Médineh de travailler de manière répétée. À côté de ceci, Ramsès X semble toujours reconnu en Nubie.

## Sépulture
Sa tombe KV18 dans la vallée des Rois est restée inachevée. Il n'est pas certain qu'il y ait été enterré, car aucun vestige ou fragment d'objet funéraire n'y a été découvert.